# Araeolaimus leptopharynx
Araeolaimus leptopharynx is een rondwormensoort uit de familie van de Diplopeltidae.